# Kuzumaki
Kuzumaki (葛巻町?) è una cittadina giapponese della prefettura di Iwate.